# ریچارد ایگبینگو
ریچارد ایگبینگو (انگلیسی: Richard Igbineghu؛ زادهٔ ۲۱ آوریل ۱۹۶۸) بوکسور اهل نیجریه است.